# 松平康官
松平 康官（まつだいら やすのり/やすひろ）は、石見国浜田藩の第2代藩主。松井松平家3代。

## 生涯
明暦3年（1657年）、初代藩主・松平康映の三男として浜田で生まれる。兄が早世したために世子となり、寛文11年12月28日（1672年）に従五位下・主計頭に叙位・任官する。延宝2年12月（1675年）に父が死去したため、延宝3年（1675年）2月25日に家督を継ぎ、4月に周防守に遷任する。
延宝4年12月15日（1677年）、弟の康明に邑智郡八色石で新田2000石を分与した。宝永2年（1705年）1月27日、家督を長男の康員に譲って隠居し、弾正少弼に遷任する。享保12年（1727年）4月9日に浜田で死去した。享年71。

## 系譜
父母
- 松平康映（父）

正室
- 阿部正能の娘

子女
- 松平康員（長男） 生母は正室
- 松平康房（次男）